# TS-19
"TS-19" é o sexto e último episódio da primeira temporada da série de televisão de terror pós-apocalíptica The Walking Dead. Foi exibido originalmente em 5 de dezembro de 2010, no canal de televisão AMC, nos Estados Unidos. No Brasil, sua estreia ocorreu em 7 de dezembro do mesmo ano, no canal Fox Brasil. O episódio foi escrito por Adam Fierro e o criador da série Frank Darabont, a direção foi de Guy Ferland. No episódio, o grupo finalmente encontra um refúgio seguro na sede dos Centros de Controle e Prevenção de Doenças, entretanto o único cientista por lá, o Dr. Edwin Jenner (Noah Emmerich), esconde muitos segredos que levam o grupo a exigir respostas sobre o apocalipse zumbi.
Temas como romance, estupro, suicídio e medo prevalecem em "TS-19". Evoluções de personagens diferentes ocorrem durante todo o episódio, particularmente com Shane Walsh (Jon Bernthal), que o escritor Robert Kirkman sentiu que os espectadores não o identificariam como o antagonista principal do show. A produção de "TS-19" iniciou-se na Cobb Energy Performing Arts Centre, ao invés da sede real dos Centros de Controle e Prevenção de Doenças, que era impraticável devido a alta segurança presente no local.
"TS-19" recebeu críticas favoráveis dos comentaristas de televisão, os quais elogiaram o desenvolvimento de vários personagens, bem como as performances de vários atores e atrizes. Após a exibição, o episódio atingiu 5,97 milhões de telespectadores de acordo com a Nielsen Media Research."TS-19" em um ponto foi o episódio de maior audiência da série, e é a emissão de maior audiência de toda a primeira temporada.

## Enredo
O episódio abre com um flashback, que apresenta Shane Walsh (Jon Bernthal) tentando salvar um inconsciente Rick Grimes (Andrew Lincoln). Testemunhando grupos militares matando vários pacientes, médicos e zumbis nas instalações, Shane tenta, sem sucesso, levar Rick para fora do hospital. Depois de uma explosão, todas as máquinas do hospital acabam desligando, e Shane coloca sua orelha no peito de Rick começando a pensar que ele estava morto. Atormentado, Shane deixa Rick no quarto e coloca uma cama de hospital contra a porta para protegê-lo dos zumbis.
No presente, após entrarem na sede dos Centros de Controle e Prevenção de Doenças, os sobreviventes são confrontados pelo Dr. Edwin Jenner (Noah Emmerich), que está armado com uma carabina automática. Jenner permite que o grupo permaneça no local na condição de que todos devem realizar um exame de sangue, Rick concorda. O grupo aproveita vários luxos, tais como chuveiros e vinhos, porém muitos deles ainda estão perplexos com toda a presente situação. Jenner revela que ele é o único médico dedicado a erradicar a doença zumbi, pois muitos da equipe médica acabaram voltaram para suas famílias ou se suicidaram. Enquanto isso, um bêbado Shane confronta Lori Grimes (Sarah Wayne Callies) sobre sua atitude insensível para com ele. Após uma discussão, Shane tenta estuprar Lori, mas desiste quando ela o arranha no pescoço.
Na manhã seguinte, Jenner mostra ao grupo os resultados clínicos do Sujeito de Teste 19, uma pessoa (mais tarde anunciada como sua esposa) que foi mordida por um zumbi e se ofereceu para ser observada à medida que a infecção progredia. O lapso de tempo do vídeo por IRM demonstra que a doença ataca o cérebro, semelhante à meningite, acabando por matar a vítima. A atividade cerebral é reiniciada algumas horas mais tarde, simultaneamente reanimando o corpo para meras funções básicas. Jenner explica que o tronco cerebral reanima em qualquer lugar de alguns minutos à 8 horas após a morte, e acrescenta que as características humanas conscientes não retornam.
Jenner teoriza que as instalações médicas em todo o mundo podem ter enfrentado problemas semelhantes. Os médicos franceses chegaram mais perto de encontrar uma cura, mas a comunicação se perdeu. Os sobreviventes ficam chocados ao ouvir que a civilização humana está deixando de existir. Mais tarde, o grupo confirma que o último tanque de diesel está ficando sem combustível, e uma interrupção de energia ocorre. Desde que a instalação foi projetada para isolar doenças inimaginavelmente perigosas, se não puder se pôr em si, automaticamente se auto-destrói de modo que nenhuma doença saia. Ao confrontarem Jenner sobre seu destino, Jenner os tranca na sala principal subterrânea e lhes diz que o procedimento de descontaminação (uma arma termobárica de alto impulso conectada através das saídas de ar da instalação) significará a destruição de tudo no interior da instalação, oferecendo um morte instantânea e indolor para todos dentro do local.
Rick e Lori pedem que as portas sejam abertas, enquanto Daryl Dixon (Norman Reedus) e Shane tentam forçar Jenner a abrir as portas. Ele cede porque eles sabem que se eles o matam, não conseguirão a combinação para abrir as portas e morrerão pela explosão. Finalmente, com menos de cinco minutos restantes, Jenner decide abrir as portas após a súplica de Rick para que ele deixá-los, pelo menos, "tentar" superar a tragédia e não serem forçados a morrer. Dois dos sobreviventes, Jacqui (Jeryl Prescott Sales) e Andrea (Laurie Holden), optam por ficar para trás, mas Dale Horvath (Jeffrey DeMunn) se recusa a deixar o local sem Andrea. Antes de Rick sair, Jenner sussurra algo em seu ouvido que deixa Rick visivelmente abalado. O resto do grupo se dirige para as saídas, usando uma granada para explodir uma das janelas da frente, e lutam em meio a vários zumbis em seu caminho para seus veículos. Andrea e Dale emergem do prédio momentos antes do edifício detonar; Jacqui permanece dentro com Jenner. Enquanto Jacqui e Jenner tomam as mãos e deixam as lágrimas caírem de seus rostos, a explosão começa. À medida que o episódio termina, os sobreviventes formam um comboio veicular e abandonam a área, enquanto uma enorme coluna de fumaça e chamas marca o local onde o CDC se encontrava.

## Produção

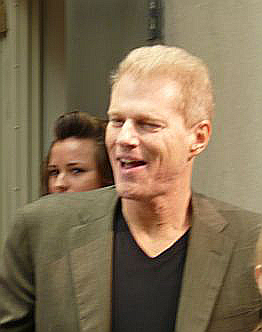
Noah Emmerich faz uma participação especial no episódio interpretando o Dr. Edwin Jenner.

"TS-19" foi dirigido por Guy Ferland e escrito por Frank Darabont e Adam Fierro. O ator Noah Emmerich fez uma participação especial série, interpretando o personagem de Edwin Jenner, um dos poucos médicos que se dedicaram a erradicação do vírus. A participação de Emmerich foi anunciada formalmente em novembro de 2010. Darabont prenunciou o desenvolvimento do episódio no mesmo mês, ao lado dos predecessores "Vatos" e "Wildfire". Antes que tudo esteja dito e feito, as opiniões e ações do grupo são divididas". A produtora Gale Anne Hurd acrescentou: "As apostas são maiores, a dissensão se desenvolve, as rivalidades se intensificam".
A fotografia para "TS-19" ocorreu no interior da Cobb Energy Performing Arts Center, que foi caracterizada como a sede dos Centros de Controle e Prevenção de Doenças. Os produtores da série não foram autorizados a fotografar o interior dos edifícios reais como um ponto de referência de parte dos Centros de Controle e Prevenção de Doenças devido à sua alta segurança. Embora o edifício não tenha sido apresentado nos quadrinhos de mesmo nome, Hurd sentiu que era importante adicioná-lo na trama por causa de sua proximidade ao acampamento dos sobreviventes. Ao contrário do episódio anterior, onde a filmagem ocorreu principalmente fora da Cobb Energy Performing Arts Center, a produção de "TS-19" aconteceu dentro do edifício. Darabont concebeu a ideia de explorar os Centros de Controle e Prevenção de Doenças. "Quando Frank sugeriu sua ideia para mim, dizendo que queria trazê-los para o CDC e falando sobre todas as coisas diferentes que ele sentia sair dessa história, a ciência de tudo isso e o ser preso no local pequeno, eu estava imaginando muito material do Dia dos Mortos", afirmou o criador Robert Kirkman. "Essa é uma das razões pelas quais eu estava tão convicto da ideia."
No final do episódio, Jenner propositalmente inicia a autodestruição do prédio, que explode pouco tempo depois. Uma placa foi instalada no set de filmagens, que pairou sobre os efeitos de pirotecnia. A placa foi virada de cabeça para baixo no intuito de criar um efeito óptico onde a chama percorre o painel. Isso criou uma ilusão de que a explosão estava se expandindo. A sequência foi dividida em seis cortes diferentes; A primeira consistiu na ruptura do vidro do edifício, enquanto o último quadro concluiu com o colapso do CDC.
Enquanto os sobreviventes escapam do Centro de Controle e Prevenção de Doenças, Jenner sussurra para Rick sobre o vírus que causou o apocalipse zumbi. Inicialmente não havia nenhuma indicação quanto ao que Jenner lhe disse; O diálogo foi previamente inserido no script do episódio, mas foi posteriormente removido. "Estou tão contente que eles não o revelaram", disse Andrew Lincoln, "porque ele foi baseado em roteiros, é extremamente poderoso, e eu disse a todos, 'Queime esta página: Ninguém deve saber além de Rick e Frank'. É brilhante que eles o deixaram [como um mistério] — é perfeito, é tão elegante." Kirkman estava contente com a ideia de provocar a revelação de Jenner em vez de revelar qualquer coisa sobre as origens do vírus. "Eu pensei que era uma grande adição. Sou contrário à mostrar a real causa [da epidemia zumbi] e explicar como as coisas funcionam, mas segurar esse mistério é uma grande coisa. Se isso adiciona uma camada extra para o drama, então que seja", afirmou.
Em 2014 durante uma entrevista para o The Hollywood Reporter, Robert Kirkman revelou que lamentou ter revelado antecipadamente que todos no "novo mundo" já estavam infectados, dizendo: "Se eu tivesse que fazê-lo novamente, eu não teria feito o episódio do CDC [no final da primeira temporada]. Ele possivelmente deu muita informação e foi uma grande mudança muito cedo na série."

## Temas e referências culturais

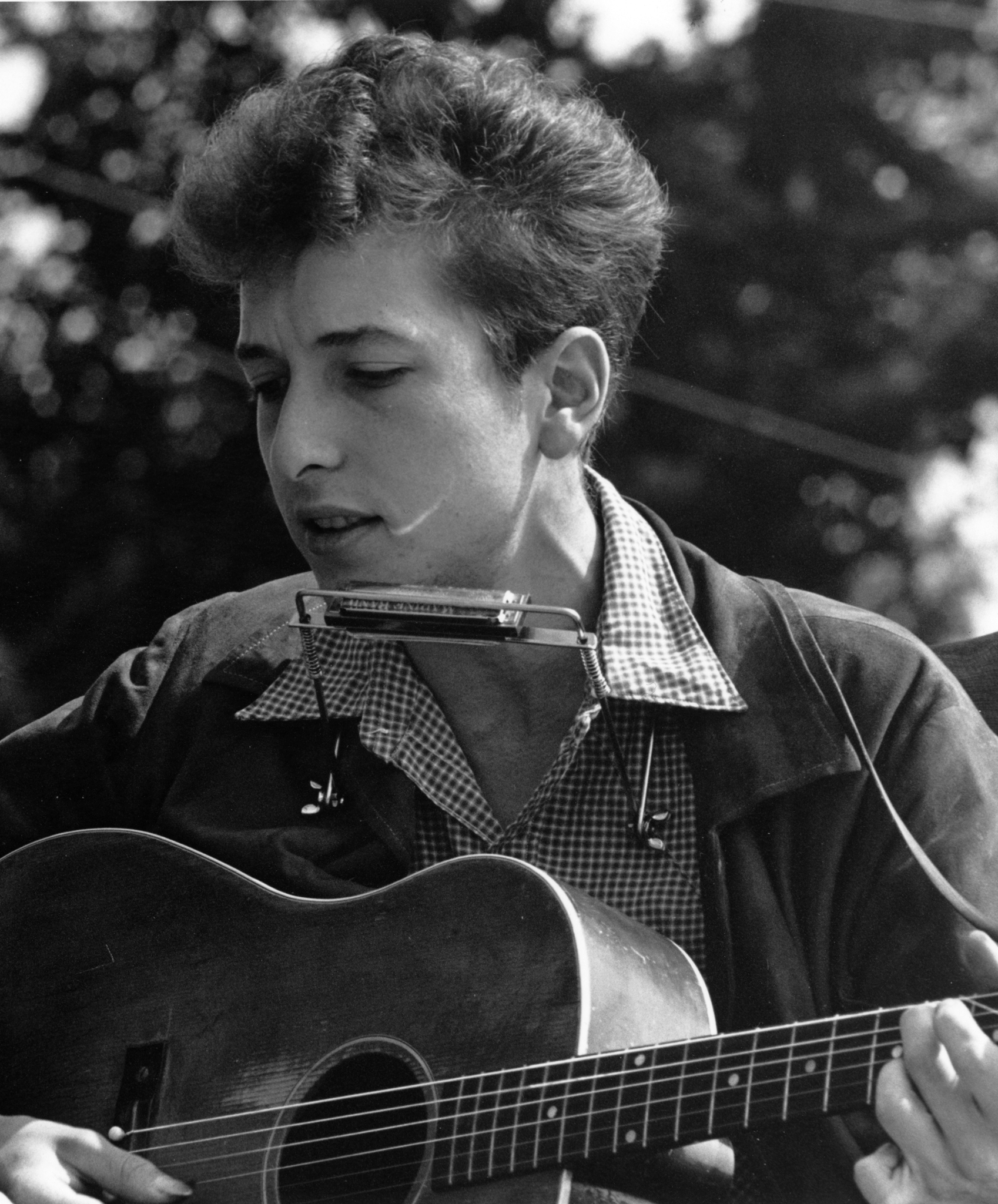
Próximo ao fim do episódio, a música "Tomorrow Is a Long Time" (1971) de Bob Dylan é tocada ao fundo.

Alusões ideológicas a romance prevalecem ao longo do episódio. O desenvolvimento entre Shane Walsh e Lori Grimes tem seguimento em "TS-19". O episódio mostra um flashback com Shane em conflito pela decisão de deixar um inconsciente Rick Grimes no hospital — que Shane inicialmente presume estar morto. Kirkman afirmou que esta sequência acrescentou dimensão ao enredo, e concluiu que pelo final do episódio, o público não vai mais identificar Shane como um antagonista. "Até o sexto episódio, você tem a sensação de que Shane realmente é um cara mau, que ele mentiu para Lori e fez acreditar que ele estava morto, a fim de facilitar a mudança para ela", disse Kirkman. "O flashback faz um grande trabalho dizendo que isso não é verdade: Ele tentou salvar Rick, ele queria salvar Rick. Ele estava meio que na parede e realmente acreditava que Rick estava morto." Andrew Lincoln também comentou sobre o flashback: "Você percebe a lealdade de Shane como um amigo e como um homem — e também suas fraquezas. Ele ainda não pode tomar uma decisão sem o seu parceiro, e você percebe que ele é falho —  você vê que o estado do mundo é tão extremo e aterrorizante que as pessoas estão fazendo decisões em uma fração de segundo sob grande coação. Shane está barricando Rick, ou ele está tentando impedir que ele seja levado pelos zumbis? Existem muitas maneiras diferentes de interpretar o que Shane tem feito e que a beleza do show é que não há respostas claras e definitivas, você as faz na sua própria mente." Outros temas proeminentes no episódio incluem suicídio e o medo.
A progressão de caráter de Shane é um ponto com bastante foco em "TS-19". Depois de enfrentar constantes rejeições de Lori nos três episódios anteriores, ele se tornou mais agitado e impaciente com ela. De acordo com Kirkman, era importante integrar a dimensão ao personagem para que os telespectadores "possam ver mais tarde no episódio, quando [Shane] está perdendo e ficando um tanto violento com Lori, a transição que ele atravessou e como este mundo mudou seu jeito de ser um cara amoroso e descontraído para esse cara que está tornando-se um maníaco muito lentamente."

## Cena deletada
Em uma cena deletada da série de televisão, logo depois que o grupo do Rick foge do CDC, eles retornam ao lar de idosos de Atlanta que visitaram pela primeira vez no episódio "Vatos", e descobrem que os moradores, assim como seus protetores, foram assassinados e todos os seus suprimentos saqueados.